# Mileștii Mici (wijn)

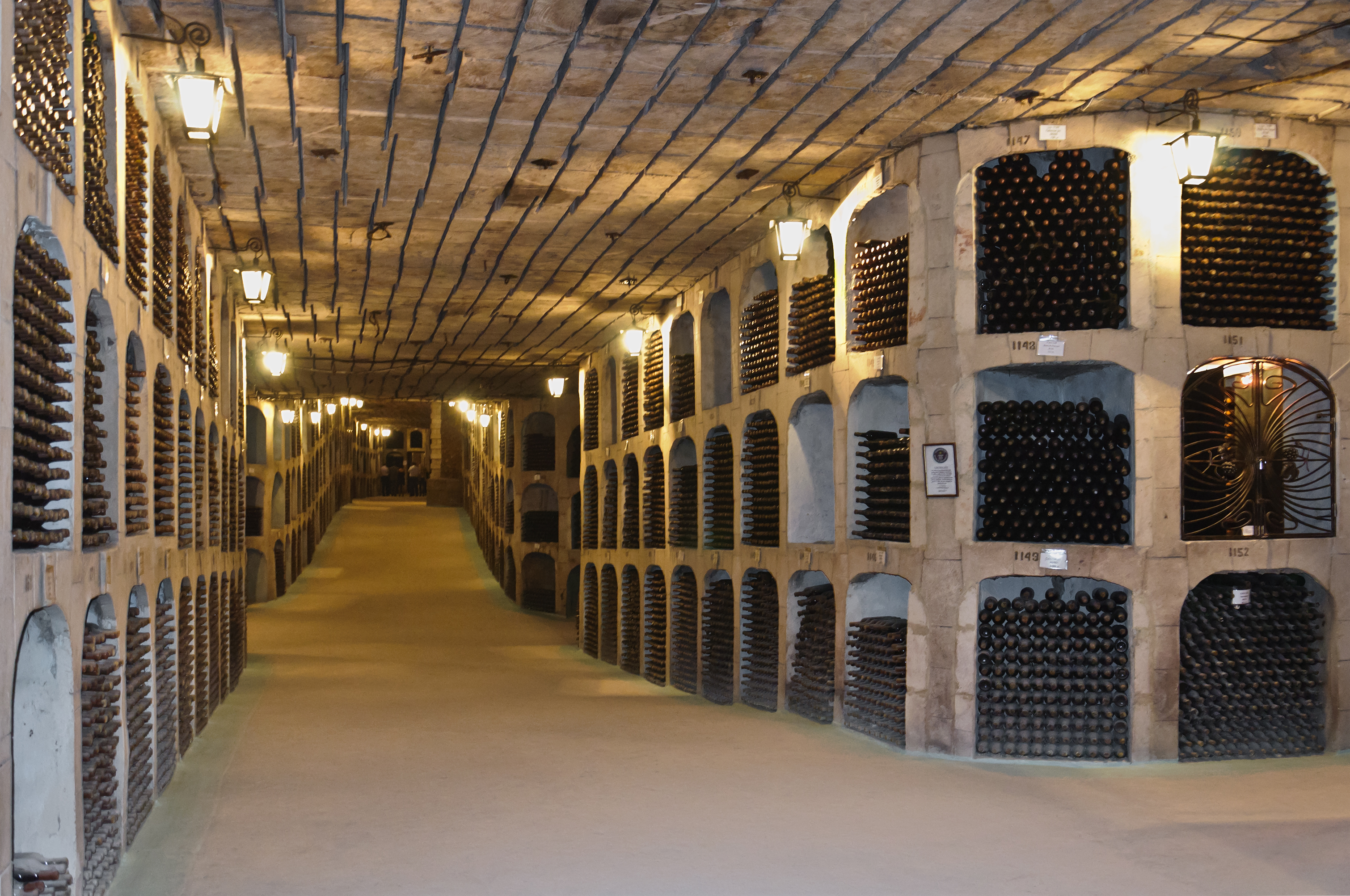
's Werelds grootste wijnkelder in Milestii Mici

Mileștii Mici is een producent van Moldavische wijn, gevestigd in het gelijknamige Mileștii Mici (Moldavië).

## Kelders
Het staatsbedrijf voor wijnproductie, "Mileștii Mici", werd opgericht in 1969, met als doel het opslaan, bewaren en rijpen van kwaliteitswijn.
De ondergrondse wijnkelders reiken tot aan de stadsgrenzen van de Moldavische hoofdstad Chișinău. Het kalksteen in de wijnkelders houdt de vochtigheid constant op 85-95% en de temperatuur op 12-14°C. Hoe langer specifieke soorten rode wijn onder deze condities gehouden worden, des te beter ze worden. Sommige wijnen liggen enkele decennia in de kelder alvorens ze verkocht worden. De kelders hebben een lengte van zo'n 200 km, waarvan zo'n 55 km als wijnkelder in gebruik is.
In augustus 2005 haalde Mileștii Mici het Guinness Book of Records als de grootste wijncollectie ter wereld. De wijncollectie bestaat voornamelijk uit rode wijn (70%), witte wijn (20%) en dessertwijn (10%). In de jaren 90 is er tevens geëxperimenteerd met het maken van schuimwijn.
Het grootste gedeelte van de wijn wordt geëxporteerd naar Rusland. Onder druk van wijn producerende landen in de EU is het Moldavië tot op heden niet gelukt om haar wijnen ook in de EU veelvuldig af te zetten. Niet alle wijn is overigens bedoeld voor de verkoop. De beste wijnen uit de collectie worden door de staat gebruikt als alternatief voor een goudreserve.
De kelders zijn op afspraak te bezoeken.

## Afbeeldingen

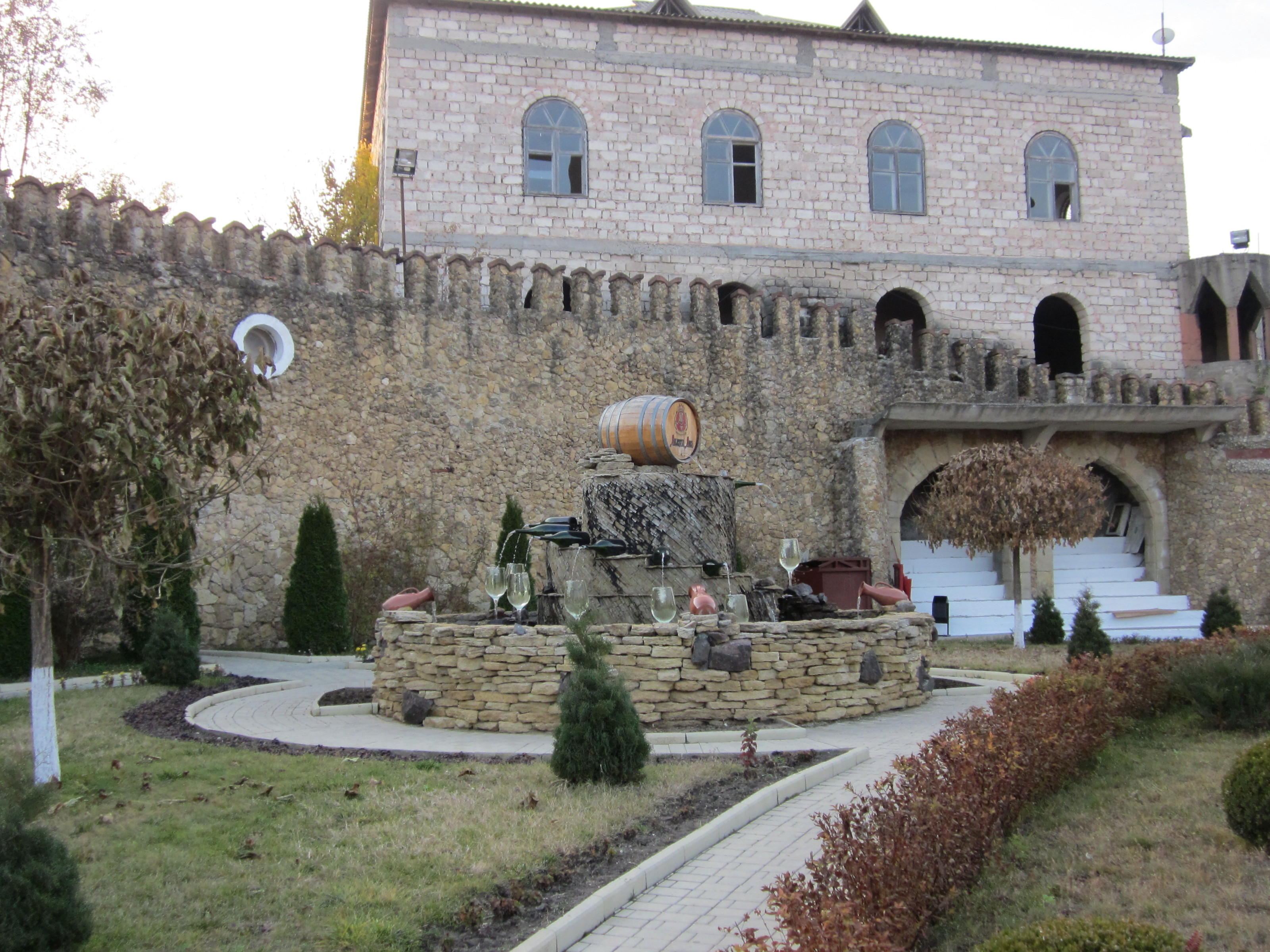
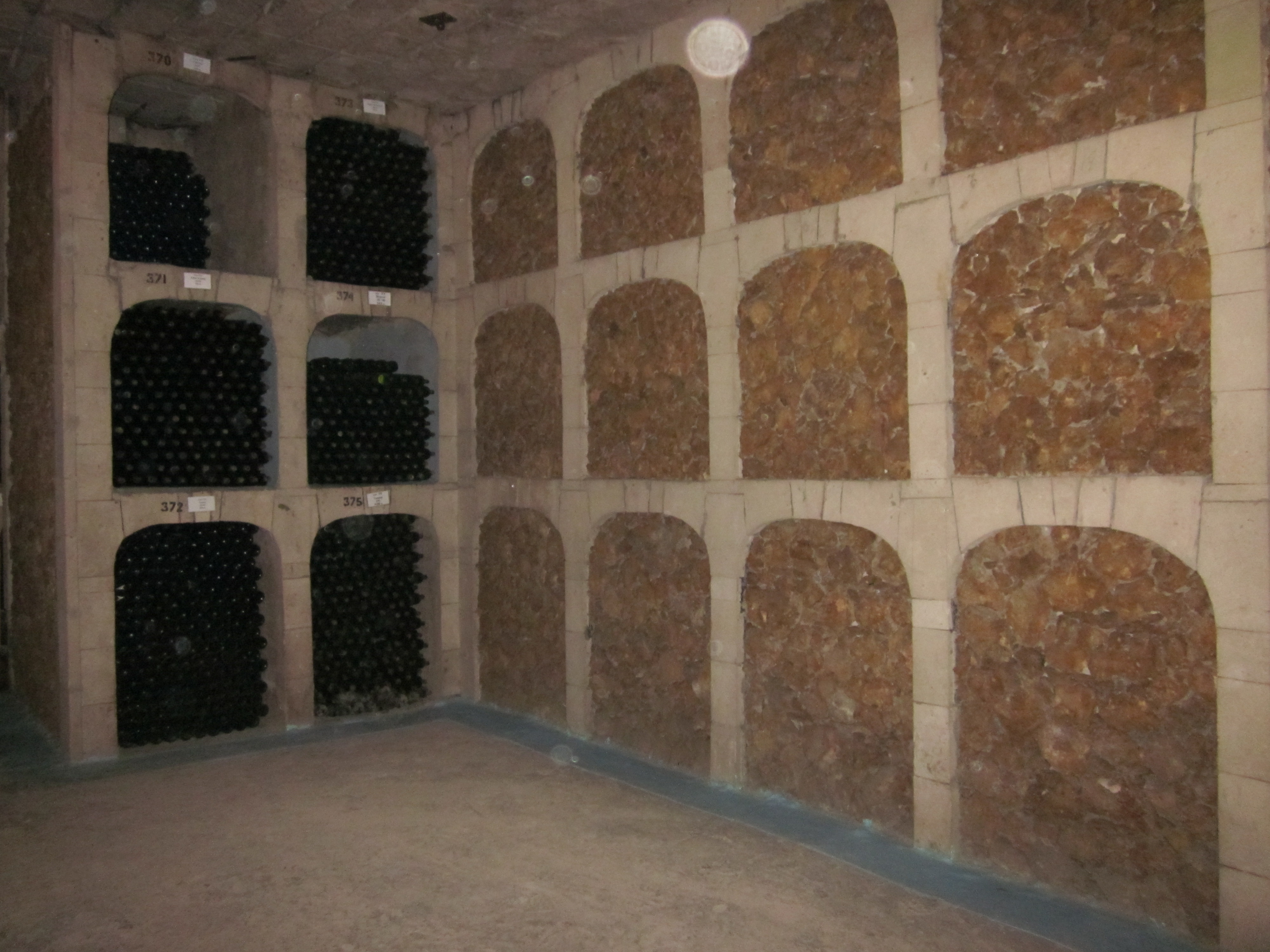
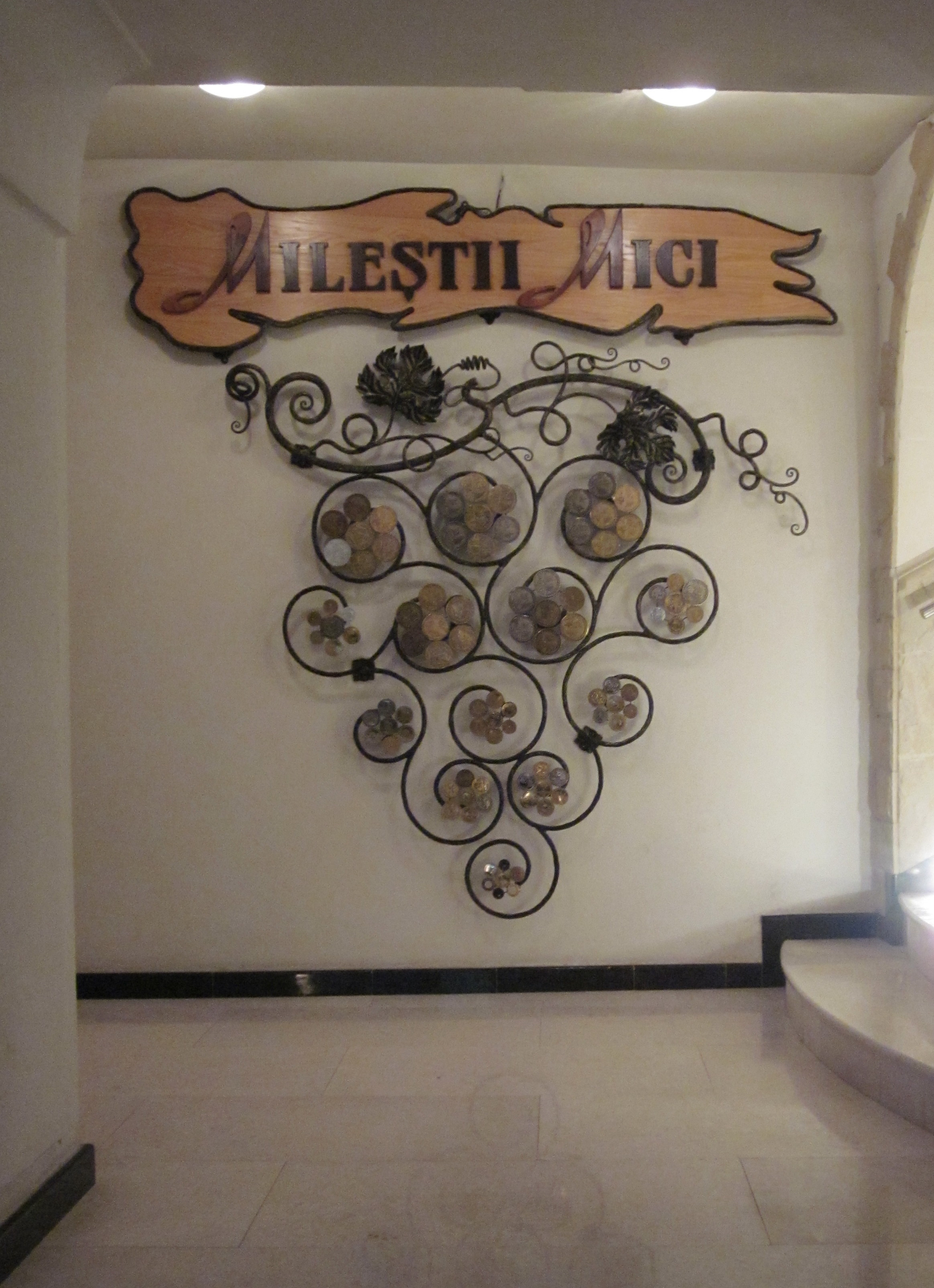